# AMZ2
AMZ2 (англ. Archaelysin family metallopeptidase 2) – білок, який кодується однойменним геном, розташованим у людей на довгому плечі 17-ї хромосоми. Довжина поліпептидного ланцюга білка становить 360 амінокислот, а молекулярна маса — 41 263.
| 10         |  | 20         |  | 30         |  | 40         |  | 50         |
| ---------- |  | ---------- |  | ---------- |  | ---------- |  | ---------- |
| MQIIRHSEQT |  | LKTALISKNP |  | VLVSQYEKLN |  | AGEQRLMNEA |  | FQPASDLFGP |
| ITLHSPSDWI |  | TSHPEAPQDF |  | EQFFSDPYRK |  | TPSPNKRSIY |  | IQSIGSLGNT |
| RIISEEYIKW |  | LTGYCKAYFY |  | GLRVKLLEPV |  | PVSVTRCSFR |  | VNENTHNLQI |
| HAGDILKFLK |  | KKKPEDAFCV |  | VGITMIDLYP |  | RDSWNFVFGQ |  | ASLTDGVGIF |
| SFARYGSDFY |  | SMHYKGKVKK |  | LKKTSSSDYS |  | IFDNYYIPEI |  | TSVLLLRSCK |
| TLTHEIGHIF |  | GLRHCQWLAC |  | LMQGSNHLEE |  | ADRRPLNLCP |  | ICLHKLQCAV |
| GFSIVERYKA |  | LVRWIDDESS |  | DTPGATPEHS |  | HEDNGNLPKP |  | VEAFKEWKEW |
| IIKCLAVLQK |  |            |  |            |  |            |  |            |

A: Аланін

C: Цистеїн

D: Аспарагінова кислота

E: Глутамінова кислота

F: Фенілаланін

G: Гліцин

H: Гістидин

I: Ізолейцин

K: Лізин

L: Лейцин

M: Метіонін

N: Аспарагін

P: Пролін

Q: Глутамін

R: Аргінін

S: Серин

T: Треонін

V: Валін

W: Триптофан

Кодований геном білок за функціями належить до гідролаз, протеаз, металопротеаз. 
Задіяний у такому біологічному процесі, як альтернативний сплайсинг. 
Білок має сайт для зв'язування з іонами металів, іоном цинку. 